# Маврово и Ростуша
Ма́врово и Ро́стуша (макед. Општина Маврово и Ростуша, алб. Komuna e Mavrovës dhe Radostushës) — община в Северной Македонии. Расположена на западе страны, на территории исторической области Полог. Население составляет 8618 человек (2002 год).
Административный центр — село Ростуша.
Площадь территории общины 663,19 км².
Граничит с общинами Северной Македонии:
- на севере — с общиной Гостивар;
- на востоке — с общиной Заяс;
- на юго-востоке — с общиной Другово;
- на юго-западе — с общиной Дебар.

Граничит с префектурами Албании: с префектурой Дибра — на западе и с префектурой Кукес — на северо-западе.
В состав общины входят 42 села: Аджиевци, Беличица, Бибай, Битуше, Богдево, Болетин, Велебрдо, Волковия, Видуше, Врбен, Врбьяни, Галичник, Грекай, Дуф, Жировница, Жужнье, Янче, Кичиница, Кракорница, Леуново, Лазарополе, Маврови-Ханови, Маврово, Нивиште, Никифорово, Нистрово, Ничпур, Ново-Село, Оркюше, Присойница, Росоки, Ростуша, Рибница, Селце, Сенце, Скудринье, Сретково, Сушица, Тануше, Требиште, Тресонче и Церово.
В 2014 году селу Ростуша было возвращено исконное имя Ростуше. Соответственно, община помеяла имя с Маврово и Ростуша на Маврово и Ростуше.
Этническая структура населения в общине по переписи 2002 года:
- македонцы — 4349 чел.;
- турки — 2680 чел.;
- албанцы — 1483 чел.;
- боснийцы — 31 чел.;
- цыгане — 10 чел.;
- сербы — 6 чел.;
- остальные — 59 чел.

По территории общины протекает река Радика.

## Известные уроженцы
- Йосиф Багери — албанский писатель, поэт и националист начала XX века